# 鄧洛普島
77°14′S 163°30′E / 77.233°S 163.500°E
鄧洛普島（英語：Dunlop Island）是南極洲的島嶼，位於維多利亞地的斯科特海岸，處於威爾遜皮德蒙特冰川對開海域，長2公里，由英國探險隊繪入地圖，現時由南極條約體系管理。

## 外部連結
. . United States Geological Survey.   [2012-02-20].